# 軍備縮小同志会
軍備縮小同志会（ぐんびしゅくしょうどうしかい）は、1921年9月17日に結成された平和主義団体。第一次世界大戦後の軍縮ムードの中で、軍国主義の打破や平和の確立を訴える講演・出版などの啓発活動を行った。1922年、ワシントン海軍軍縮条約の締結に賛同したが、関東大震災後に自然消滅した。

## 発起人
- 尾崎行雄
- 吉野作造
- 島田三郎
- 杉森孝次郎
- 堀江帰一

## 主な参加者
- 田川大吉郎
- 三浦銕太郎
- 水野廣徳
- 河野恒吉
- 石橋湛山
- 小野塚喜平次
- 鈴木文治
- 河合栄治郎
- 小村俊三郎
- 鈴木文四郎
- 馬場恒吾
- 猪股勲
- 山本安夫